# فیلیپو لومباردی (بازیکن فوتبال)
فیلیپو لومباردی (انگلیسی: Filippo Lombardi؛ زادهٔ ۲۲ آوریل ۱۹۹۰) بازیکن فوتبال اهل ایتالیا است.
از باشگاه‌هایی که در آن بازی کرده‌است می‌توان به باشگاه فوتبال آنکونا و باشگاه فوتبال بولونیا اشاره کرد.